# Сан Зено ди Монтања
Сан Зено ди Монтања (итал. San Zeno di Montagna) је насеље у Италији у округу Верона, региону Венето.
Према процени из 2011. у насељу је живело 1243 становника. Насеље се налази на надморској висини од 599 м.

## Становништво
Према резултатима пописа становништва 2011. у општини је живело 1.367 становника.
| 1931. | 1936. | 1951. | 1961. | 1971. | 1981. | 1991. | 2001. | 2011. |
| ----- | ----- | ----- | ----- | ----- | ----- | ----- | ----- | ----- |
| 1.070 | 1.023 | 1.067 | 1.023 | 1.069 | 1.099 | 1.108 | 1.243 | 1.367 |